# واضیه
واضیه (به عربی: واضیة) یک شهرداری در الجزایر است که در استان تیزی وزو واقع شده‌است.